# Липецкий сельский совет (Харьковская область)
Липецкий сельский совет — входит в состав Харьковского района Харьковской области Украины.
Административный центр сельского совета находится в селе Липцы.

## История
- 1920 — дата образования.

## Населённые пункты совета
- село Липцы